# هناء الحبشي

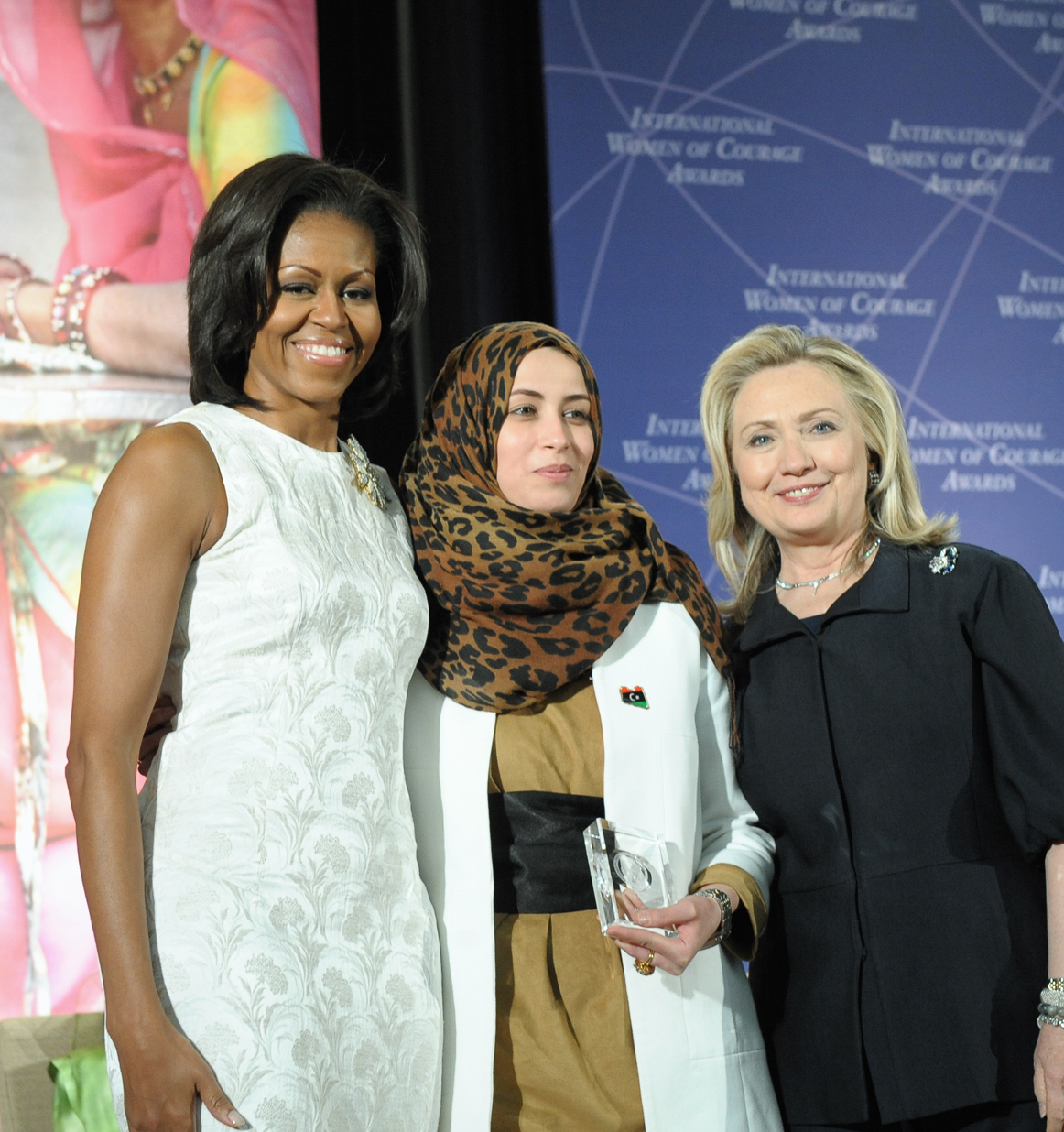
هناء الحبشي مع وزيرة الخارجية الأمريكية هيلاري كلينتون والسيدة الأولى ميشيل أوباما عام 2012.

هناء الحبشي (مواليد عام 1985) ناشطة ومعمارية ليبيّة.
عملت هناء معمارية في طرابلس. كان والدها قائداً عسكرياً مسؤولاً عن القوات الجوية في قاعدة نوفياغا.
أصبحت هناء ناشطةً أثناء الثورة الليبية على الرغم من أنها لم تكن ناشطة سياسية من قبل. أصبحت ناشطة من خلال الإنترنت، تبث التقارير عن حصار طرابلس من خلال الشبكة. قدمت الاستشارة لقوات حلف شمال الأطلسي وأعلنت عن عدد الأشخاض الذين قتلهم نظام معمر القذافي أثناء الحرب الأهلية الليبية (2011) كما أرادت أن تنقل للعالم أخبار المعاناة في ليبيا التي استمرت لسنوات. استخدمت اسم نوميديا لنشاطها، مرجع لتراثها الأمازيغي لحماية هويتها.
كجزءٍ من جهودها الرامية إلى كشف المعلومات، تواصلت مع منظمات إعلامية وإخبارية كقناة الجزيرة. كما ناضلت من أجل حقوق النساء في ليبيا.
حصلت على جائزة نساء الشجاعة الدولية عام 2012. كانت هناء الحبشي إحدى عشر مكرّمات عام 2012، اللواتي تم تكريمهنّ في حفل توزيع جوائز وزارة الخارجية الأمريكية في واشنطن العاصمة، ضمّ وزيرة الخارجية الأمريكية هيلاري كلينتون والسيدة الأولى ميشيل أوباما. كما قامت الفائزات بالجائزة بجولة في الولايات المتحدة مدّتها ثلاثة أسابيع لتبادل قصص نجاحهن. تضمّنت الجولة محطات في بيتسبرغ، في بنسلفانيا، بوزيمان في مونتانا، سينسيناتي في أوهايو، لانسينغ الشرقية في متشيغان، إنديانابوليس في إنديانا، جاكسون في ويومينغ، كانساس في ميزوري، مينابوليس في مينسوتا، بينساكولا في فلوريدا، سانت لويس في ميزوري، سالت ليك سيتي في أوتاوا، سياتيل في واشنطن.